# ランボルギーニ・エスパーダ
エスパーダ（Espada ）は、イタリアの自動車メーカー、ランボルギーニが1968年から1978年まで生産したグランツーリスモである。エスパーダとはスペイン語で「剣」を意味する。

## 概要
エスパーダの3ドア（ハッチバック）クーペボディのデザインは、ミウラ同様、ベルトーネ在籍時代のマルチェロ・ガンディーニによるもので、1967年ジュネーヴ・ショーに出品された「ランボルギーニ・マルツァル (Lamborghini Marzal) 」、同年のロンドンショーにデビューした「ベルトーネ・ピラーナ (Bertone Pirana) 」という2つのプロトタイプのモチーフが生産モデルとして現実化されたものである。
エスパーダは完全4シーターのスーパーGTとして設計され、400GT、ミウラと同じV12エンジンをフロントに積み、全4輪ディスクブレーキを備えていた。
1978年、ランボルギーニ社の倒産とともに生産中止となる。
10年間にわたって1,217台が生産された。

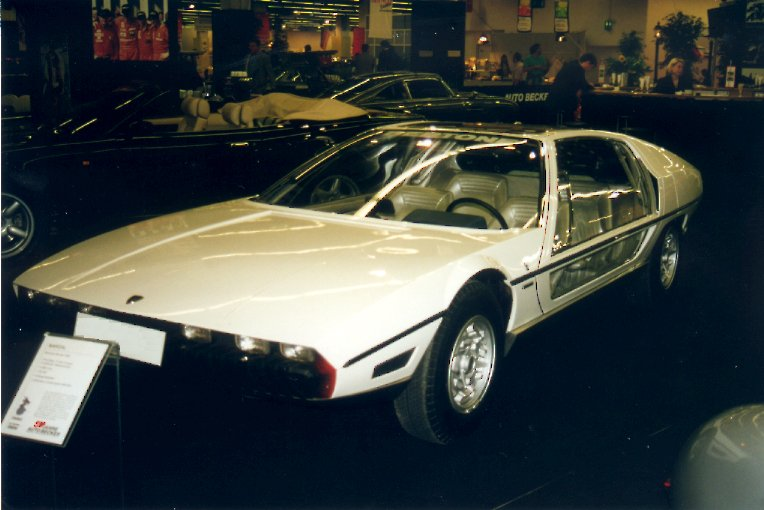
原型となったランボルギーニ・マルツァル（1967年）
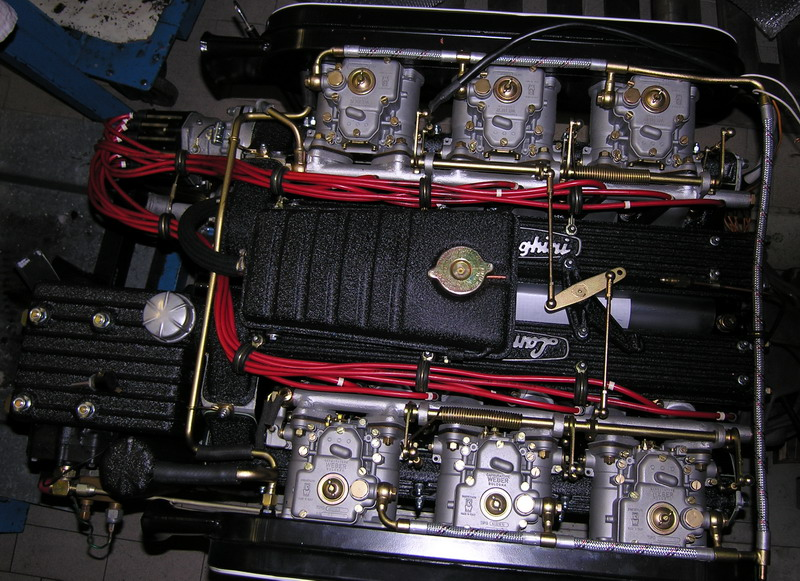
エスパーダのV12エンジン
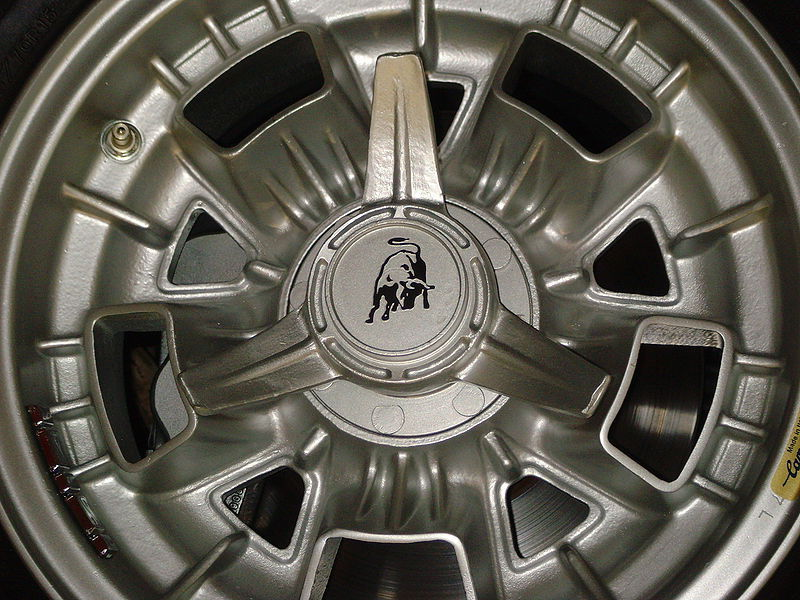
カンパニョーロ製のランボルギーニ・ミウラと同デザインのセンターロックホイール

## モデル

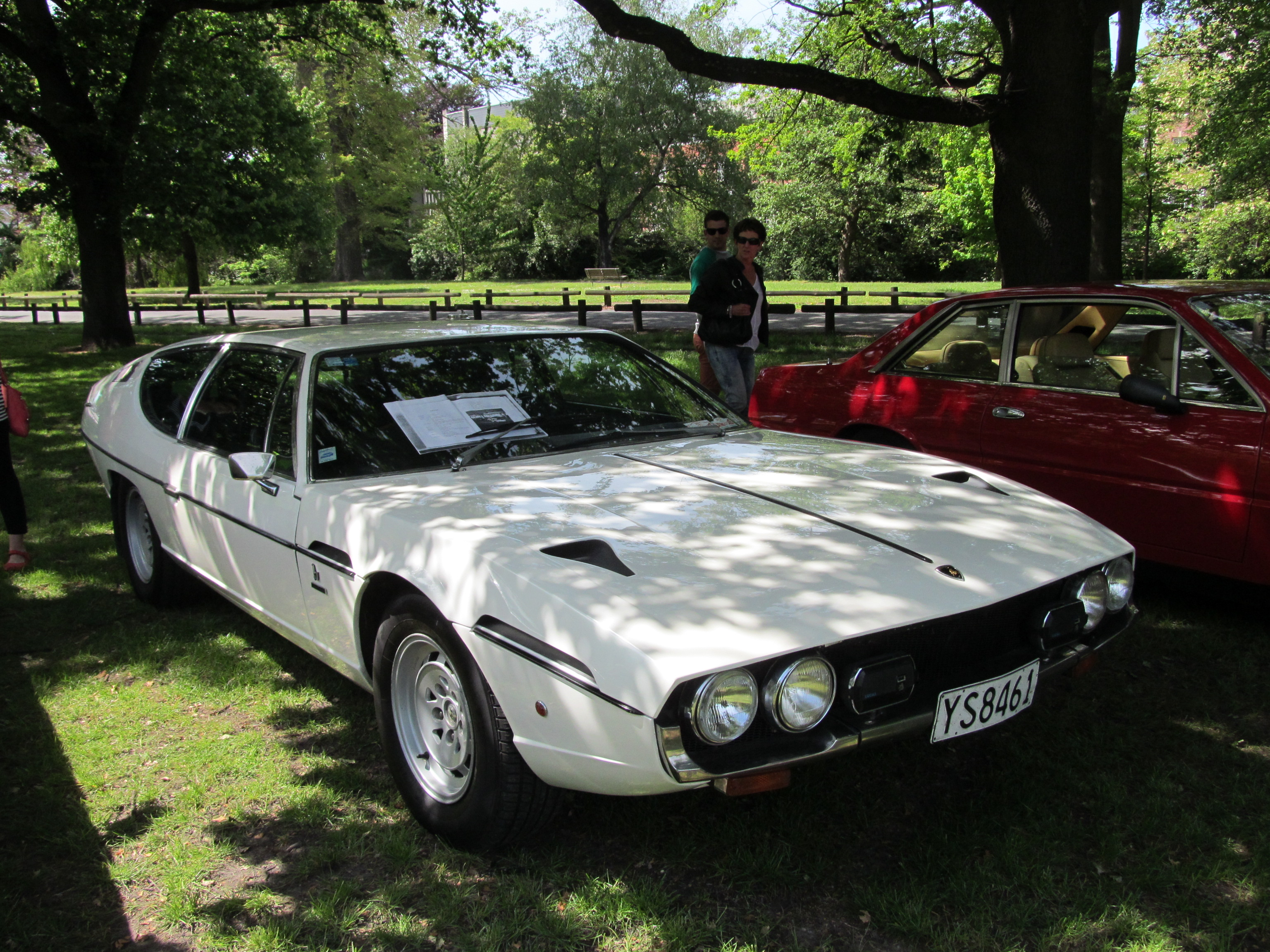
シリーズII

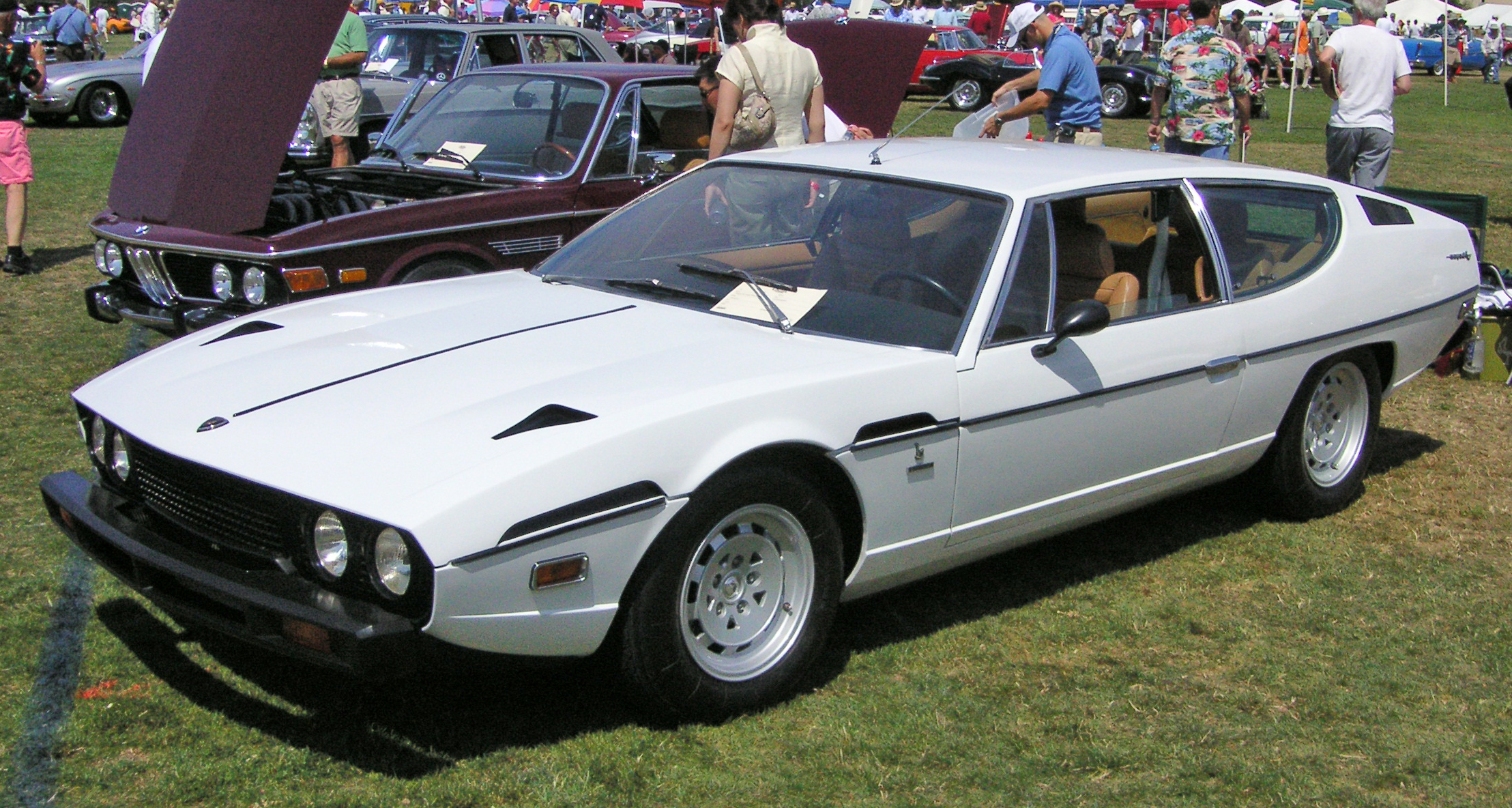
エスパーダ・北米輸出仕様（シリーズVI）

シリーズI（1968～1970年）
略記：S1
生産台数186台。
シリーズII（1970～1972年）
略記：S2
別名：400GTE
エンジンの圧縮比を高めてパワーアップ。リア・エンドのガラス部分のデザイン変更。アルミ・ホイールのスタイリング変更。生産台数575台。
シリーズIII（1972～1978年）
略記：S3
ZF製パワーステアリングを搭載。1974年にはランボルギーニとしては初めてオートマチックも用意された（クライスラー製3速）。生産台数456台。
シリーズVI（1975年～1978年）
北米輸出仕様の黒い衝撃吸収バンパー装着車がシリーズVI（S4）と呼ばれることがある。
欧州仕様車にも装着されたものがある。

## 日本での販売
1969年の東京オートショーに正規輸入第一号として、赤いミウラとともに青のエスパーダが当時のインポーター三和自動車によって出品された。その後も並行輸入を含めS1、S2を中心に輸入された。